# 1894 en sport automobile
Chronologie du Sport automobile
Début de l'ère de l'Automobile
1893 en sport automobile - 1894 en sport automobile - 1895 en sport automobile
Les faits marquants de l'année 1894 en Sport automobile

## Par mois

### Juillet
- 22 juillet : Première compétition automobile de l'histoire, qui se déroula en France de Paris à Rouen. 4 abandons sur 21 concurrents sur 102 inscrits. Elle a été patronnée par Le Petit Journal, à l'initiative du journaliste Pierre Giffard et avait pour objectif de déterminer le véhicule qui serait le plus sûr, facile à manier, et peu coûteux. Il s'agit d'un concours et non pas d'une course de vitesse. Le premier prix de 5 000 francs est partagé entre "Panhard & Levassor" et "Les fils de Peugeot frères".

### Décembre
- Premier numéro de la revue spécialisée La Locomotion Automobile à Paris.

## Naissances
- 10 février : Giuseppe Morandi, pilote automobile italien, († 1er novembre 1977).
- 14 avril : Henryk Liefeldt, pilote automobile polonais. († 13 septembre 1937).
- 30 avril : Leon Duray, pilote automobile américain.  († 12 mai 1956).
- 16 juin : 
  - Luigi Arcangeli, pilote automobile et  pilote motocycliste italien.  († 23 mai 1931).
  - Just-Émile Vernet, pilote automobile français. († 1992).
- 3 septembre : Luigi Platé, pilote de course automobile italien. († 16 décembre 1975).
- 12 septembre : Jimmy Murphy, pilote automobile américain. († 15 septembre 1924).
- 30 octobre : Emilio Materassi, pilote automobile italien. († 9 septembre 1928).
- 22 décembre : Giulio Masetti, pilote automobile italien. († 25 avril 1926).